# Андреа Мандорліні
Андреа Мандорліні (італ. Andrea Mandorlini, нар. 17 липня 1960, Равенна) — італійський футболіст, що грав на позиції захисника. По завершенні ігрової кар'єри — тренер.
Як гравець найбільших результатів досягнув виступаючи за «Інтернаціонале», з яким став чемпіоном Італії та володар Суперкубка Італії та Кубка УЄФА. Як тренер очолював ряд італійських клубів, а також румунський «ЧФР Клуж», з яким став чемпіоном Румунії та володарем Кубка і Суперкубка Румунії.

## Ігрова кар'єра
Народився 17 липня 1960 року в місті Равенна. Вихованець футбольної школи клубу «Равенна».

Андреа Мандорліні під час виступів за «Інтернаціонале».

У дорослому футболі дебютував 4 лютого 1979 року виступами за команду клубу «Торіно», в якій провів два сезони, взявши участь у 27 матчах Серії А. Він покинув Турин в 1980 році, щоб приєднатися до команди Серії Б «Аталанти». Втім команда посіла 18-те місце і вилетіла до третього дивізіону, а Мандорліні повернувся в елітний дивізіон, де став грати за «Асколі» з 1981 по 1984 рік.
Своєю грою за останню команду привернув увагу представників тренерського штабу «Інтернаціонале», до складу якого приєднався 1984 року. Відіграв за «нераззуррі» наступні сім сезонів своєї ігрової кар'єри. Більшість часу, проведеного у складі «Інтернаціонале», був основним гравцем захисту команди, граючи на позиції ліберо. За цей час у 1989 році виборов титул чемпіона Італії та став володарем Суперкубка Італії, а в своєму останньому сезоні в клубі, став переможцем Кубка УЄФА 1990/91.
Завершив професійну ігрову кар'єру у клубі «Удінезе», за який виступав протягом 1991—1993 років, вийшовши з командою з Серії Б до Серії А.

## Кар'єра тренера
Розпочав тренерську кар'єру відразу ж по завершенні кар'єри гравця, 1993 року, очоливши тренерський штаб клубу «Манцанезе» з Серії D. Після цього працював асистентом у рідній «Равенні».
1998 року став головним тренером команди «Трієстина» з Серії С2, з якою програв у плей-оф і не зумів повиситись у класі, втім вже наступного сезону тренуючи інший клуб, «Спецію», він посів перше місце, не зазнавши жодної поразки за сезон у чемпіонаті. Після цього ще два сезони керував командою у Серії С1, але не зумів вивести її до другого дивізіону, посівши п'яте і друге місце відповідно.
У сезоні 2002/03 років Мандорліні керував «Віченцою», посівши восьме місце у Серії Б, після чого очолив «Аталанту». З цією командою Мандорліні посів 5-те місце у сезоні 2003/04 і вийшов у Серію А. Втім дебютний досвід роботи у вищому дивізіоні для Андреа виявився вкрай невдалим: у сезоні 2004/05 клуб у перших 14 іграх не здобула жодної перемоги у чемпіонаті (7 нічиїх і 7 поразок), через що у листопаді був звільнений.
Згодом Мандорліні недовго працював з командами нижчих дивізіонів «Болонья» (Серія Б) і «Падова» (Серія С1), а 12 червня 2007 року знову очолив клуб вищого дивізіону «Сієну». Втім і цього разу в Серії А Андреа не зумів себе проявити, тому вже 12 листопада, після поразки в дербі від «Ліворно» (2:3), Мандорліні був звільнений з результатом 9 очок (1 перемога у 12 матчах Серії А) і останнім місцем у таблиці.
У липні 2008 року Мандорліні став новим головним тренером «Сассуоло», яке мало провести свій історичний дебютний сезон у італійському другому дивізіоні. Мандорліні привів «Сассуоло» до вражаючого сьомого місця, після чого залишив команду за взаємною згодою в червні 2009 року.
З листопада 2009 року його оголосили новим головним тренером румунської команди «ЧФР Клуж» і в першому ж сезоні виграв з командою усі три головних національних трофеї — чемпіонат, Кубок і Суперкубок Румунії. Втім наступний сезоні команда розпочала вкрай невдало і вже 15 вересня 2010 року Андреа Мандорліні було звільнено лише за кілька днів до дебютного матчу команди в груповому етапі Ліги чемпіонів УЄФА проти «Базеля».
9 листопада 2010 року Мандорліні став новим головним тренером клубу третього дивізіону «Верона» і в першому ж сезоні вивів команду до Серії Б, а 2012 року, посівши друге місце, вивів клуб до вищого дивізіону. У Серії А Андреа займав з «Вероною» 10 і 13-те місця, рятуючи їх від вильоту і лише 30 листопада 2015 року Мандорліні було звільнено після п'ятирічного керівництва командою, оскільки та у сезоні 2015/16 в перших 14 іграх не здобула жодної перемоги (6 нічиїх і 8 поразок).
19 лютого 2017 року очолив інший клуб Серії А «Дженоа», замінивши Івана Юрича, де знову не зумів надовго затриматись і після шести ігор, в яких здобув лише одну перемогу, 10 квітня Мандорліні був звільнений і Юрич повернувся до роботи з командою.
Згодом з 24 квітня 2018 року по 4 листопада 2018 року очолював клуб Серії Б «Кремонезе».
20 лютого 2020 року став головним тренером третьолігової «Падови». У тому році він фішував 5-м у групі В Серії С, після чого 4 серпня продовжив контракт із клубом на наступний сезон 2020/21. Там клуб посів 2-е місце, поступившись переможцю групи «Перуджі» лише за різницею м’ячів у очних матчах, через що не отримав прямої путівки до Серії B  і мав виступати у плей-оф, програвши у фіналі «Алессандрії» по пенальті. Після цього Мандорліні покинув команду.
Після двох років без роботи, 21 лютого 2023 року Мандорліні став новим головним тренером «Мантови», що також грала у Серії C. Під його керівництвом команда завершила регулярний сезон на п'ятому місці з кінця у своїй групі, вилетівши до Серії D після поразки в плей-ауті від «Альбінолеффе». В результаті тренер покинув посаду у червні того ж року.
16 червня 2023 року він був вдруге очолив «ЧФР Клуж», таким чином повернувшись до Румунії після тринадцяти років перерви. 21 січня 2024 року, після поразки від «Ботошані» був звільнений від своїх обов'язків і через кілька днів розірвав контракт за обопільною метою. На той момент команда друге місце, відстаючи від першого на 11 очок.

## Статистика виступів

### Статистика клубних виступів
| Сезон                      | Команда                    | Чемпіонат                  | Чемпіонат | Чемпіонат | Національний кубок | Національний кубок | Національний кубок | Континентальні кубки | Континентальні кубки | Континентальні кубки | altre Coppe | altre Coppe | altre Coppe | Усього | Усього |
| Сезон                      | Команда                    | Ліга                       | Ігор      | Голів     | Ліга               | Ігор               | Голів              | Ліга                 | Ігор                 | Голів                | Ліга        | Ігор        | Голів       | Ігор   | Голів  |
| -------------------------- | -------------------------- | -------------------------- | --------- | --------- | ------------------ | ------------------ | ------------------ | -------------------- | -------------------- | -------------------- | ----------- | ----------- | ----------- | ------ | ------ |
| 1978–79                    | «Торіно»                   | A                          | 5         | 0         | КІ                 | 0                  | 0                  | КУЄФА                | 0                    | 0                    | -           | -           | -           | 5      | 0      |
| 1979–80                    | «Торіно»                   | A                          | 22        | 0         | КІ                 | 5                  | 0                  | КУЄФА                | 2                    | 0                    | -           | -           | -           | 29     | 0      |
| Усього за «Торіно»         | Усього за «Торіно»         | Усього за «Торіно»         | 27        | 0         |                    | 5                  | 0                  |                      | -                    | -                    |             | -           | -           | 34     | 0      |
| 1980–81                    | «Аталанта»                 | B                          | 34        | 1         | КІ                 | 4                  | 0                  | -                    | -                    | -                    | -           | -           | -           | 38     | 1      |
| 1981–82                    | «Асколі»                   | A                          | 27        | 2         | КІ                 | 4                  | 1                  | -                    | -                    | -                    | -           | -           | -           | 31     | 3      |
| 1982–83                    | «Асколі»                   | A                          | 17        | 1         | КІ                 | 6                  | 0                  | -                    | -                    | -                    | -           | -           | -           | 23     | 1      |
| 1983–84                    | «Асколі»                   | A                          | 29        | 2         | КІ                 | 7                  | 0                  | -                    | -                    | -                    | -           | -           | -           | 36     | 2      |
| Усього за «Асколі»         | Усього за «Асколі»         | Усього за «Асколі»         | 73        | 5         |                    | 17                 | 1                  |                      | -                    | -                    |             | -           | -           | 90     | 6      |
| 1984–85                    | «Інтернаціонале»           | A                          | 29        | 0         | КІ                 | 11                 | 1                  | КУЄФА                | 10                   | 0                    | -           | -           | -           | 50     | 1      |
| 1985–86                    | «Інтернаціонале»           | A                          | 26        | 0         | КІ                 | 6                  | 1                  | КУЄФА                | 10                   | 1                    | -           | -           | -           | 42     | 1      |
| 1986–87                    | «Інтернаціонале»           | A                          | 30        | 1         | КІ                 | 8                  | 1                  | КУЄФА                | 7                    | 0                    | -           | -           | -           | 45     | 1      |
| 1987–88                    | «Інтернаціонале»           | A                          | 27        | 2         | КІ                 | 11                 | 0                  | КУЄФА                | 6                    | -                    | -           | -           | -           | 44     | 2      |
| 1988–89                    | «Інтернаціонале»           | A                          | 26        | 3         | КІ                 | 8                  | 0                  | КУЄФА                | 4                    | 0                    | -           | -           | -           | 38     | 3      |
| 1989–90                    | «Інтернаціонале»           | A                          | 24        | 3         | КІ                 | 3                  | 0                  | КЧ                   | 2                    | 0                    | -           | -           | -           | 29     | 3      |
| 1990–91                    | «Інтернаціонале»           | A                          | 18        | 0         | КІ                 | 2                  | 0                  | КУЄФА                | 7                    | 1                    | -           | -           | -           | 27     | 1      |
| Усього за «Інтернаціонале» | Усього за «Інтернаціонале» | Усього за «Інтернаціонале» | 180       | 9         |                    | 49                 | 2                  |                      | 46                   | 2                    |             | -           | -           | 275    | 13     |
| 1991–92                    | «Удінезе»                  | B                          | 31        | 2         | КІ                 | 0                  | 0                  | -                    | -                    | -                    | -           | -           | -           | 31     | 2      |
| 1992–93                    | «Удінезе»                  | A                          | 11        | 0         | КІ                 | 0                  | 0                  | -                    | -                    | -                    | -           | -           | -           | 11     | 0      |
| Усього за «Удінезе»        | Усього за «Удінезе»        | Усього за «Удінезе»        | 42        | 2         |                    | 0                  | 0                  |                      | -                    | -                    |             | -           | -           | 42     | 2      |
| Усього за кар'єру          | Усього за кар'єру          | Усього за кар'єру          | 356       | 16        |                    | 75                 | 4                  |                      | 48                   | 2                    |             | -           | -           | 479    | 22     |

## Титули і досягнення

### Як гравця
- Чемпіон Італії (1):

«Інтернаціонале»: 1988–89
- Володар Суперкубка Італії з футболу (1):

«Інтернаціонале»: 1989
- Володар Кубка УЄФА (1):

«Інтернаціонале»: 1990–91

### Як тренера
- Чемпіон Румунії (1):

«ЧФР Клуж»: 2009–2010
- Володар Кубка Румунії (1):

«ЧФР Клуж»: 2009–10
- Володар Суперкубка Румунії (1):

«ЧФР Клуж»: 2010

## Особисте життя
У Мандорлі є два сини: Давіде і Матте, які також стали футболістами. Брат Андреа Паоло загинув в автомобільній аварії в 2013 році.